# McCoy Tyner
McCoy Tyner (11. prosince 1938, Filadelfie, Pensylvánie, USA – 6. března 2020, New Jersey) byl americký jazzový pianista, známý nejen jako člen John Coltrane Quartetu, ale i díky své dlouhé sólové dráze.

## Životopis

### První hudební krůčky
Narodil se ve Filadelfii jako nejstarší ze tří dětí. Ve hře na piáno ho podporovala jeho matka. Ve třinácti už začal hru na piáno aktivně studovat. Mezi jeho první hudební vzory patřil Bud Powell, také rodák z Filadelfie. Ještě jako mladý chlapec konvertoval k islámu.
Poprvé na sebe upozornil jako prvý pianista v sextetu, který vedli Benny Golson a Art Farmer. Hrál v něm ale pouze v roce 1960, po odchodu z tohoto ansámblu se přidal ke kvartetu Johna Coltrana. Trane jej poznal ve Filadelfii, dokonce v roce 1958 nahrál Tynerovu skladbu The Beliver, která vyšla na stejnojmenném Coltraneově albu. John Coltrane Quartet tehdy tvořili Coltrane na tenorsaxofon, Tyner, kontrabasista Jimmy Garrison a bubeník Elvin Jones. Mezi léty 1961 a 1965 společně odehráli stovky koncertů a pro label Impulse! nahráli několik dnes už klasických alb. Patří mezi ně Live at the Village Vanguard, Ballads, Live at Birdland, Crescent, A Love Supreme a The John Coltrane Quartet Plays .…
Současně ale nahrával pro Impulse! pod svým vlastním jménem. Vyšlo tak několik vlivných desek, většinou nahraných ve složení piano, basa a bicí. V šedesátých letech se jako sideman také účastnil nahrávání několika vysoce ceněných alb pro label Blue Note Records. V souladu s podmínkami smlouvy u Prestige! nebyl ale na těchto albech nikdy uveden.
Jeho účast v John Coltrane Quartetu skončila v roce 1965, kdy se Coltranova hra začala stávat čím dál tím více disharmonickou. Společně s bubeníkem Elvinem Jonesem se tedy rozhodli opustit Coltraneův kvartet. V jedné Coltraneově biografii k tomu říká: „Sám jsem nevěděl, čím bych byl této hudbě přínosný… Já slyšel jenom spoustu hluku. Tuhle hudbu jsem prostě necítil, a když hudbu nedokážu cítit, neumím ji hrát.” Odchod z kvartetu, ale pro Tynera znamenal start jeho vlastní sólové kariéry.

### Tyner styl
Jeho styl hry na piano se dá zjednodušeně přirovnat k maximalistickému stylu Johna Coltrana. Přestože byl členem kapely John Coltrane Quartet, nikdy nebyl zcela zastíněn saxofonistou, naopak vhodně ho doplňoval a mnohdy i inspiroval. Je považován za jednoho z nejvlivnějších jazzových pianistů dvacátého století. Podobně jako Coltrane využíval podobné stupnice, akordické vedení a rytmy. Při pozorování lze jednoduše uhodnout, že jde o leváka. Při hraní basovou linky levou rukou má tendenci zvedat ruku vysoko na klávesnici a následně důrazně udeřit do kláves. V improvizacích často využívá staccato a pentatonickou stupnici.

### Sólová dráha

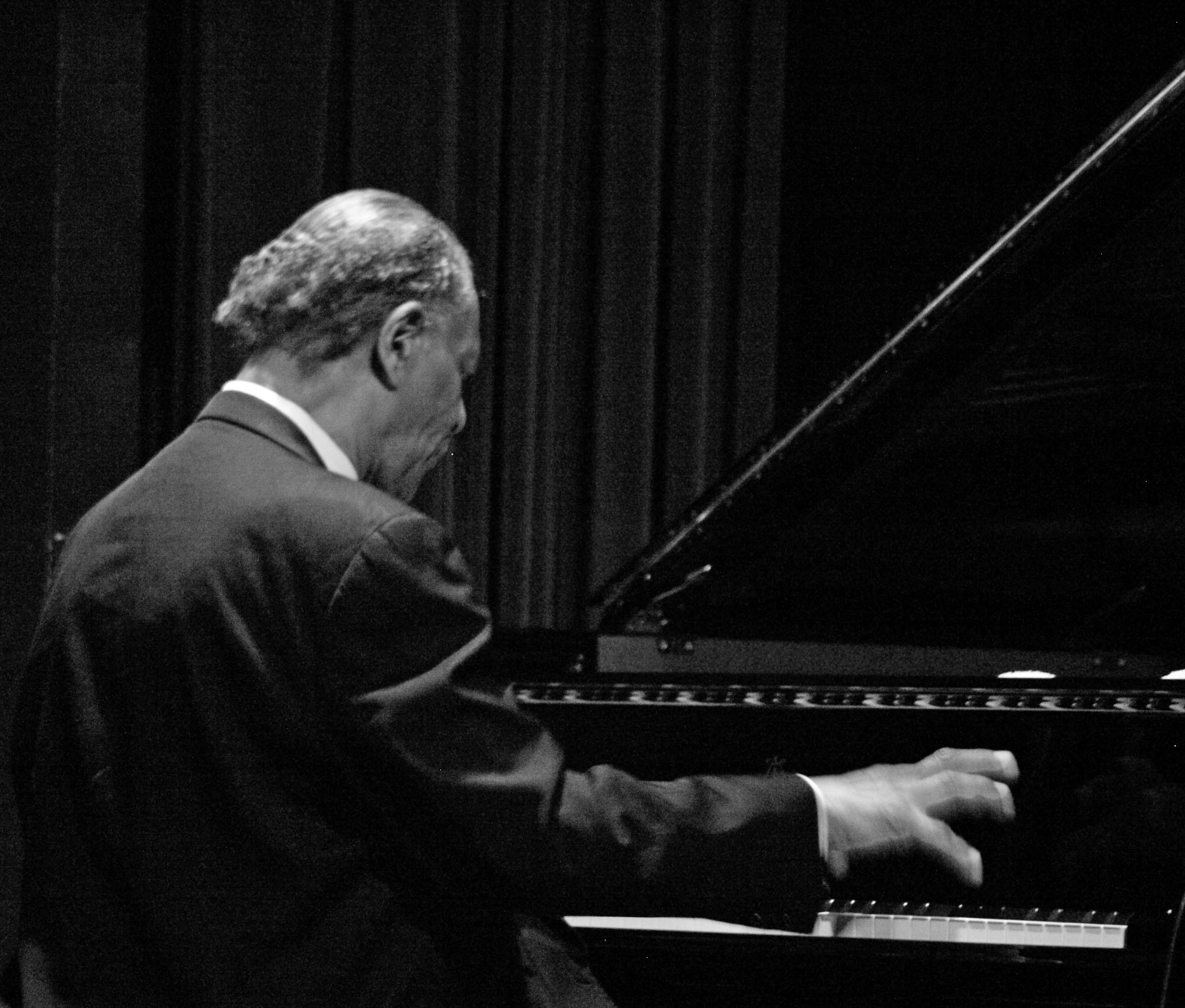
McCoy Tyner na koncertu na konci roku 2009

Poté, co odešel od Coltrana, začal nahrávat pro label Blue Note. Mezi léty 1967–1970 pro něj nahrál několik postbopových desek. Patřily mezi ně: The Real McCoy (1967), Tender Moments (1967), Time for Tyner (1968), Expansions (1968) a Extensions (1970). Pak ale podepsal smlouvu s další nahrávací společností, tentokráte s Milestone. Pro ní nahrál řadu vlivných alb jako například: Sahara (1972), Enlightenment (1973) a Fly with the Wind (1976), na kterém si zahrál flétnista Hubert Laws, bubeník Billy Cobham a smyčcový orchestr. Jeho nahrávky pro Blue Note a Milestone často obsahují africké a východoasijské hudební vlivy. Například na albu Sahara hraje kromě piána také na koto, flétnu a perkuse. Tyto jeho alba jsou často uváděna jako příklad vitálního a inovativního jazzu sedmdesátých let, který nepluje na tehdy módních vlnách free jazzu či fusion. Na albu Trident si kromě piána zahrál také na cembalo (které se v jazzu prakticky nepoužívá) a celestu.